# Hilary Scott
Hilary Scott é uma cantora e compositora estadunidense com um estilo que mistura blues, folk, rock e música clássica.
Em 2010 ela gravou o single “And Just” com o produtor Euro Ferrari, que já trabalhou com artistas como Isaac Hayes, Eric Clapton e Bjork, e competiu no Festival degli Autori na Itália apresentando essa canção. Ela venceu o concurso e foi premiada com um contrato de gravação de um álbum, que também será produzido por Euro Ferrari.

## Discografia
- The Floating World (2002)[3]
- Hypothermia (2003)
- Out of the Wilderness (2003)[4]
- Come in, Come in: Live (2003)[5]
- Road to Hope (2006)[6]
- The Best of Hilary Scott (2006)
- Indigo (2009)
- Consonance – com Wes Wingate (2009)[7]